# Studenac
Studenac d.o.o. ist ein kroatisches Handelsunternehmen, das landesweit mehr als 1.260 Supermärkte betreibt. Das Unternehmen, das seinen Sitz in Omiš hat, ist, gemessen an der Anzahl der Märkte, inzwischen die größte Lebensmitteleinzelhandelskette des Landes. Nach Umsatz war die Kette 2022 siebtgrößter Händler. Der kroatische Name bedeutet „Quelle“.

## Geschichte

### Anfänge und Verkauf (1973–2018)

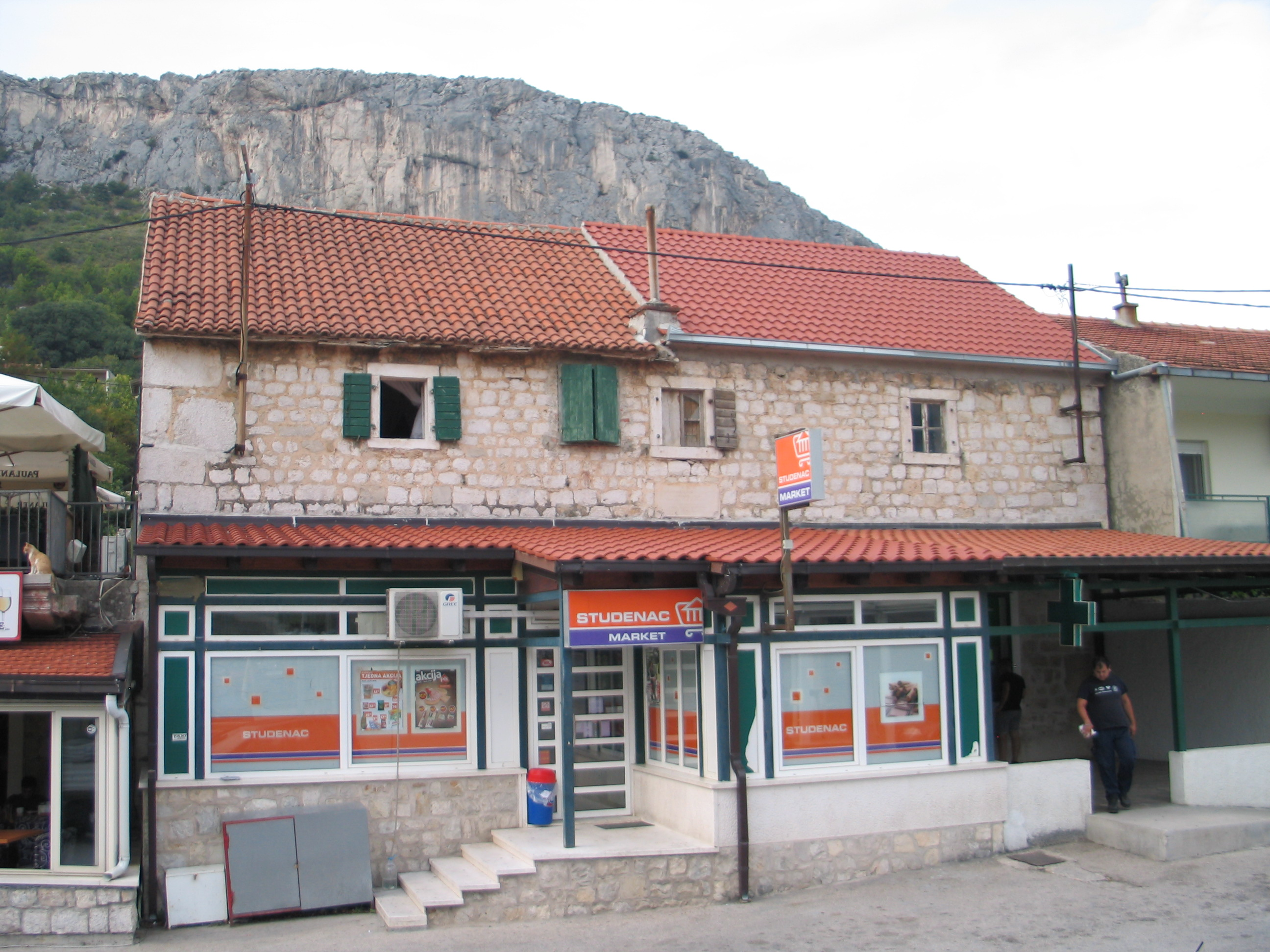
Studenac-Markt in Klis im September 2018. Zu sehen ist ein älteres Logo der Kette.

Ursprünglich 1973 als Familienunternehmen gegründet, agierte es als Studenac seit 1991. In den späten 1990er-Jahren entstanden ein Großhandelslager in Duće und mehrere Einzelhandelsgeschäfte in Omiš. Josip Milavić, bis Juni 2018 Eigentümer der Kette, verkaufte Studenac zu diesem Zeitpunkt an den polnischen Private-Equity-Fonds Enterprise Fund VII. Studenac erwirtschaftete damals einen Umsatz von rund 1,7 Milliarden Kroatischen Kuna (rund 225,63 Millionen Euro) und beschäftigte rund 3.000 Mitarbeiter.

### Erste Übernahmen (2019–2021)

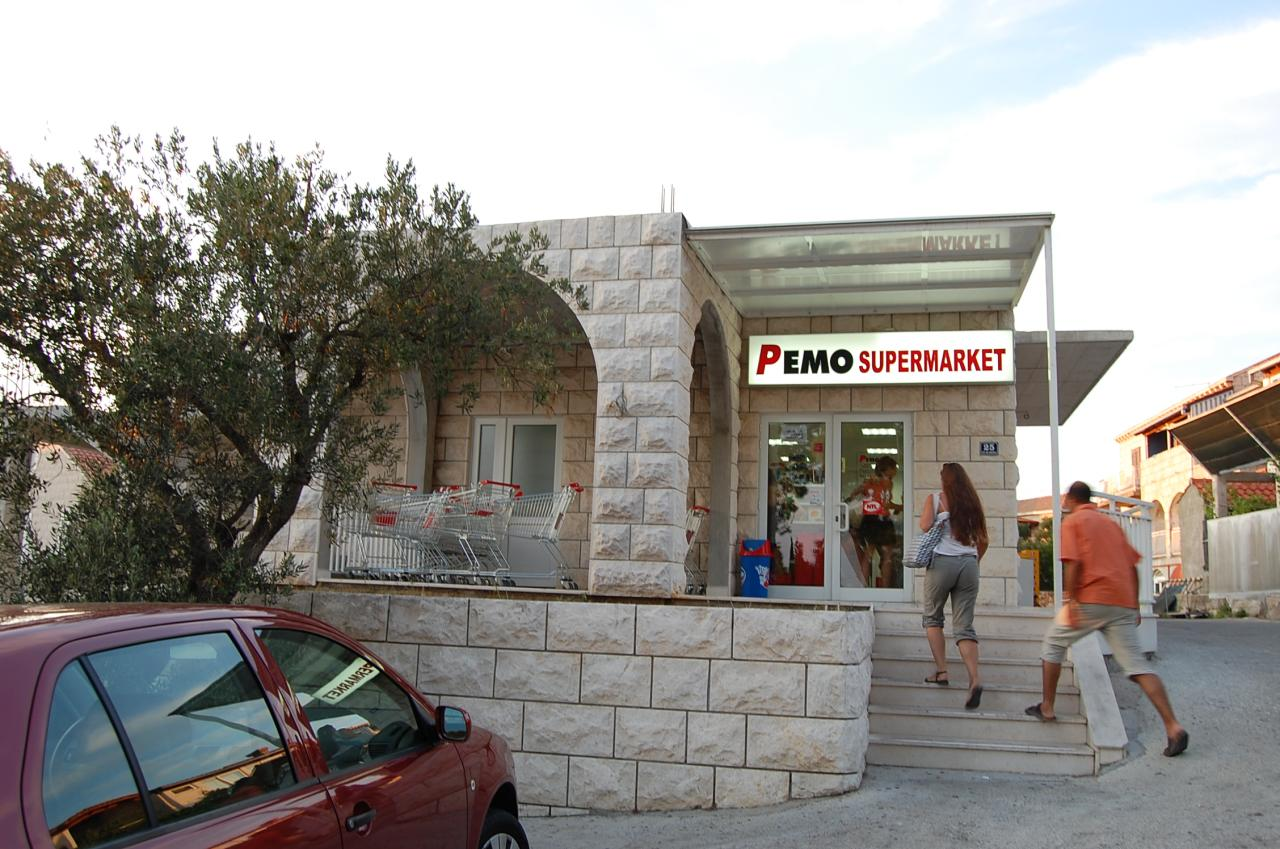
Pemo-Markt in Cavtat im August 2009.

Am 18. Juni 2019 vermeldete Studenac, dass die kroatische Kartellbehörde AZTN der im März 2019 angemeldeten Übernahme von Istarski Supermarketi durch das Unternehmen aus Omiš zustimmte. Den Meilenstein von 400 Filialen konnte man mit der Eröffnung einer Filiale in Zadar am 22. Juli 2019 feiern. Im November 2019 konnte mit der Übernahme von Sonik weiteres Wachstum generiert werden. Eine weitere Übernahme konnte man im März 2020 vermelden. Die Handelskette Pemo sollte, nach Erfüllung aller durch die AZTN erlassenen Auflagen zu 100 Prozent an Studenac gehen. Anfang November 2020 gab man die Umflaggung der Sonik-Märkte bekannt. Am 2. November 2020 wurden dabei in Zadar zwei und in Ražanac und Rtina je ein Markt als Studenac neu eröffnet. Laut Unternehmensangaben sollte die Umflaggung bis zum Ende desselben Jahres beendet sein. Im Mai 2021 konnte man die erste Filiale in der Hauptstadt Zagreb eröffnen, im August 2021 waren es stadtweit bereits fünf Märkte. Mit Bure Trgovina übernahm man im Juni 2021 einen weiteren Wettbewerber, 29 Filialen wurden übernommen.

### Weitere Übernahmen (2022)
Auch in das Geschäftsjahr 2022 startete man mit weiteren Übernahmen. Mitte Januar 2022 wurde die nun erfolgreiche Übernahme von Pemo publik, nachdem die AZTN dem Zusammenschluss in erster Instanz zustimmte. Der Kauf konnte im Februar 2022 abgeschlossen werden. Mit ihm übernahm Studenac 38 Märkte von Pemo sowie mehr als 300 Beschäftigte. Studenac selbst beschäftigte zum damaligen Zeitpunkt mehr als 4.000 Mitarbeiter und konnte ein Filialnetz von fast 750 Standorten vorweisen. Nur einen Monat später genehmigte die AZTN auch die Fusion von Lonia und Studenac. Die Anzahl der Lonia-Standorte belief sich im März 2022 auf mehr als 300 Märkte. Die 52 Mitarbeiter beschäftigende Supermarktkette Kordun d.o.o. wurde im Folgemonat übernommen. Auch im Mai 2022 wurde eine Übernahme vermeldet, die lokale Kette Duravit wurde dabei von Studenac gekauft. Die Integration der Lonia-Märkte wurde, mit Ausnahme der Umflaggung, bis Juni 2022 abgeschlossen. Damit überschritt Studenac die 1.000-Filialen-Marke. Mit der Eröffnung einer Filiale in Novska Anfang August 2022 expandierte man nach Slawonien. Ende November 2022 gab man die startende Umflaggung von Lonia und Pemo bekannt. Alle Pemo-Filialen sollten dabei bis Ende desselben Jahres umgeflaggt sein, ein Drittel der Lonia-Filiale sollten im gleichen Zeitraum umgeflaggt werden. Die zuvor von der Princeza Korina d.o.o. übernommenen Toni Marketi flaggten bis Dezember 2022 ebenfalls auf Studenac um. Das Geschäftsjahr 2022 schloss man mit einem Umsatz von 414,9 Millionen Euro ab. Zeitgleich wurde jedoch ein Nettoverlust von 1,3 Millionen Euro gemeldet.

### Heutige Situation (2023–)
Der Expansionskurs, vorangetrieben vor allem durch die zahlreichen Übernahmen, wurde auch 2023 fortgesetzt. Die Kette Strahinjčica wurde im Mai 2023 übernommen. Es wechselten 47 Filialen und fast 200 Mitarbeiter den Besitzer. Im Vergleich zum Vorjahr stiegen die Gehälter und Löhne der Angestellten 2023 um 22 Prozent. Ebenso wurde im Juni 2023 eine Aktion gestartet, in denen die Mitarbeiter der drei nach Umsatz erfolgreichsten Märkte für den Monat ein zusätzliches Monatsgehalt erhielten. Zum Ende des Jahres 2023 meldete man eine weitere Übernahme. So soll das istrische Handelsunternehmen La-Vor Trade, die u. a. die 2016 gegründete Einzelhandelskette Butiga Ultra betreibt, vollständig von Studenac übernommen werden. Das Filialnetz von Studenac umfasste Ende 2023 1.269 Standorte.

## Kritik
Die kroatische Kartellbehörde AZTN eröffnete im März 2023 ein Verwaltungsverfahren gegen Studenac wegen möglicher unlauterer Handelspraktiken gegenüber Agrar- und Lebensmittellieferanten.

## Übernommene Unternehmen
Zwischen 2018 und 2023 übernahm Studenac 15 meist regional agierende Unternehmen, von denen insgesamt rund 2.900 Mitarbeiter übernommen wurden. Zusätzlich meldete man eine 16. Übernahme Ende 2023 an.

### Bure Trgovina
Bure d.o.o. ist ein kroatisches Handelsunternehmen. Das aus Biograd na Moru stammende Unternehmen betrieb in der Gespanschaft Zadar zuletzt 29 Märkte im Lebensmitteleinzelhandel und hatte 120 Mitarbeiter. 1991 wurde das Unternehmen als Bure Commerce d.o.o. gegründet, erhielt am 4. Februar 2013 seinen heutigen Namen. Im Juni 2021 übergab man das Einzelhandelsgeschäft mit allen Märkten an Studenac. Bure, ein Mitglied der Vereinigung kroatischer Handelsketten namens Ultragros, besteht bis heute fort, beschränkt seine Aktivitäten inzwischen allerdings ausschließlich auf den Lebensmittelgroßhandel.

### Duravit
Duravit d.o.o. war ein in Pula ansässiges, kroatisches Handelsunternehmen, mit zuletzt 13 Einzelhandelsgeschäften. Gründungsjahr war 1993, die Übernahme durch Studenac erfolgte 2022. Duravit war Mitglied der Vereinigung kroatischer Handelsketten namens Ultragros.

### Istarski Supermarketi
Istarski Supermarketi d.o.o. war ein kroatisches Handelsunternehmen, das unter gleichem Namen Supermärkte betrieb und seinen Sitz in Poreč hatte.

#### Geschichte
Grundstein war der erste Markt namens Plava Laguna, 1994 vom Vater des späteren Eigentümers, Paulo Gregorović, eröffnet. 2002 übernahm selbiger die Leitung des Unternehmens. Auf 20 Märkte konnte Istarski Supermarketi bis 2012 expandieren. Anfang 2015 übernahm man den Betrieb des Unternehmens Diona. Ebenfalls Anfang 2015 wurde ein eigener Fleischverarbeitungsbetrieb gestartet. Im Folgejahr betrieb man 69 Filialen, es arbeiteten rund 400 Mitarbeiter im Unternehmen. Das Geschäftsjahr 2017 konnte mit einem Jahresumsatz von 367 Millionen Kroatischen Kuna (rund 49,5 Millionen Euro) abgeschlossen werden. Im Juni 2019 wurde das Unternehmen von Studenac übernommen. Die Handelskette führte zuletzt 110 Märkte auf Istrien und in Rijeka und war Arbeitgeberin für rund 700 Mitarbeiter.

### Kordun
Die ehemals in der Gespanschaft Karlovac tätige Kette Kordun des gleichnamigen Unternehmens (Kordun d.o.o.) betrieb zuletzt neun Märkte und beschäftigte 52 Mitarbeiter. Die Übernahme erfolgte im April 2022.

### La-Vor Trade
La-vor Trade d.o.o. ist ein kroatisches Handelsunternehmen, das im November 1991 gegründet wurde und seinen Sitz in Buzet hat. Die eigene Einzelhandelskette Butiga Ultra entstand 2016. An der Kette meldete Studenac Ende 2023 Interesse an. Alle elf Märkte der Kette befinden sich auf Istrien. Neben dem Handel bietet das Unternehmen Dienstleistungen an und ist im Tourismussektor tätig.

### Lonia
Lonia d.d. war ein kroatisches Handelsunternehmen, das bis März 2022 zur Lonia-Gruppe (Lonia d.o.o.) gehörte. Untern dem Namen Lonia betrieb das Unternehmen bis zum im März 2022 an Studenac erfolgten Verkauf eine Handelskette mit mehr als 300 Supermärkten. Heute beschränkt sich das Geschäft der Lonia-Unternehmensgruppe auf Immobilien.

### Pemo
Pemo d.o.o. war ein kroatisches Unternehmen, 1994 in Dubrovnik gegründet wurde. Pemo wurde im Februar 2022 an Studenac, betrieb zuletzt in der Gespanschaft Dubrovnik-Neretva 38 Filialen und beschäftigte mehr als 300 Menschen.

### Princeza Korina
Princeza Korina d.o.o. war ein kroatisches Handelsunternehmen, das unter dem Namen Toni Marketi zwölf Einzelhandelsgeschäfte betrieb und rund 40 Mitarbeiter beschäftigt. Bis Dezember 2022 flaggten die Märkte auf Studenac um.

### Sonik
Sonik d.o.o. war ein kroatisches Handelsunternehmen. 1990 von Nikola Sorić gegründet, hatte es seinen Ursprung in Zadar. Dort entstand der erste Markt. Das Handelsunternehmen war dabei sowohl im Groß-, als auch im Einzelhandel tätig. 2012 war man, gemessen am Umsatz das führende Unternehmen unter den damals 18 Mitgliedern der Ultragros-Vereinigung. Das Unternehmen, das zuletzt 88 Filialen betrieb und fast 500 Mitarbeiter beschäftigte, wurde im November 2019 von Studenac übernommen, die Filialen ab November 2020 umgeflaggt.

### Špar
Špar d.o.o. war ein kroatisches Handelsunternehmen, mit Sitz in Bjelovar. Neben einem Getränke-Großhandel am Hauptsitz betrieb das Unternehmen zuletzt 40 Supermärkte und Lebensmittelgeschäfte und beschäftigte einst 150 Mitarbeiter.

#### Geschichte
Die Gründung des Unternehmens erfolgte 1992 in der Braće Diviš 14a in Bjelovar, wo sich bis zuletzt der Hauptsitz des Unternehmens befand. Gründer des Unternehmens war Zlatko Navojec. Zu Beginn der Unternehmensgründung waren fünf Mitarbeiter beschäftigt. 2008 betrieb man 27 Märkte. Die Einzelhandelsgeschäfte waren dabei in den Gespanschaften Bjelovar-Bilogora, Koprivnica-Križevci und Zagreb zu finden. 2021 setzte man insgesamt 149,03 Millionen Kroatische Kuna (rund 19,78 Millionen Euro) um. Im folgenden Geschäftsjahr konnte man einen Umsatz von 22,38 Millionen Euro ausweisen. Zum 3. August 2023 übernahm Studenac die Handelskette, die Märkte wurden in Folge umgeflaggt. Bereits zum 9. Juli 2023 wurde das Großhandelsgeschäft an den Getränkegroß- und Einzelhändler Roto Dinamic verkauft.

### Strahinjčica
Strahinjčica d.o.o. war ein kroatisches Handelsunternehmen, mit Sitz in Zabok. Das Unternehmen wurde am 10. Januar 1991 gegründet. 2012 bestanden in den Gespanschaften Krapina-Zagorje und Varaždin 30 Märkte. Studenac übernahm das Unternehmen im Mai 2023. Zuletzt betrieb man 47 Märkte in Zagorje und Umgebung und beschäftigte fast 200 Mitarbeiter. Auch Strahinjčica gehörte einst der Ultragros-Vereinigung an.

## Website
- Website des Unternehmens